# 腋孔蟾魚
腋孔蟾魚（学名：Halobatrachus didactylus），為輻鰭魚綱蟾魚目蟾魚科的其中一種，分布於東大西洋區，從法國比斯開灣至非洲迦納海域，棲息深度10-15公尺，體長可達50公分，為底棲性魚類，棲息在沙泥底質或岩石縫隙，屬肉食性，以甲殼類、橈腳類、魚類等為食，繁殖期時由雌魚負責孵卵，雄魚於巢穴外守護，有毒性。